# Maják Blockhusudden
Maják Blockhusudden (švédsky Blockhusuddens fyr) je maják nacházející se na Blockhusudden, před cípem ostrova Djurgården v kraji Stockholmu, který patří k městu Öregrund v obci Östhammar, Stockholmský kraj ve Švédsku.

## Historie
Tento maják postavený v roce 1905 označuje vjezd do zátoky Saltsjön před vnitřním přístavem Stockholmu. Nachází se před východním koncem ostrova Djurgården, zalesněného a parkově upraveného ostrova východně od centra Stockholmu.
V roce 1912 byla na maják instalována Dalénova lampa se slunečním ventilem, osvětlení švédského vynálezce a zakladatele společnosti AGA AB Gustafa Daléna. V roce 1980 byl elektrifikován a automatizován.

## Popis
Maják je 7 metrů vysoká kamenná válcová věž s ochozem a lucernou, která je umístěna na ponořeném kruhovém pilíři. Věž je vysoká pět metrů. Maják je postaven z neomítnutého šedého kamene, pouze lucerna je bílá. Ve výšce 6,2 metru je ohnisko světelného zdroje, které vysílá každých 6 sekund dva záblesky (bílý, červený a zelený) v různých sektorech.  
Charakteristika světla je Fl(2) WRG 6s. Skupinový záblesk je vysílán do sektorů: bílé světlo 186°–211°, červené světlo 211°–222°, zelené světlo 222°–244°, bílé světlo 244°–85,5° a červené světlo 86,5°–95°. V sektoru 95°–186° není signál vysílán. Dosvit bílého světla je 6,4 nm (asi 12 km), dosvit červeného světla jsou 4 nm, dosvit zeleného světla jsou 3 mn.